# Coppa Sabatini 1981
La Coppa Sabatini 1981, ventinovesima edizione della corsa, si svolse il 9 maggio 1981 su un percorso di 192 km. La vittoria fu appannaggio dell'italiano Claudio Bortolotto, che completò il percorso in 4h37'00", precedendo i connazionali Giancarlo Casiraghi e Alessandro Paganessi.

## Ordine d'arrivo (Top 10)
| Pos. | Corridore            | Squadra               | Tempo    |
| ---- | -------------------- | --------------------- | -------- |
| 1    | Claudio Bortolotto   | Santini-Selle Italia  | 4h37'00" |
| 2    | Giancarlo Casiraghi  | Magniflex-Olmo        | a 0'02"  |
| 3    | Alessandro Paganessi | Bianchi-Piaggio       | a 0'04"  |
| 4    | Salvatore Maccali    | Sammontana            | a 0'08"  |
| 5    | Leonardo Bevilacqua  | Gis Gelati-Campagnolo | a 0'13"  |
| 6    | Claudio Corti        | Sammontana            | a 0'18"  |
| 7    | Fiorenzo Aliverti    | Hoonved-Bottecchia    | s.t.     |
| 8    | Bruno Leali          | Inoxpran              | s.t.     |
| 9    | Gianni Giacomini     | Sammontana            | s.t.     |
| 10   | Giuseppe Faraca      | Hoonved-Bottecchia    | s.t.     |